# 3 Batalion Grenadierów

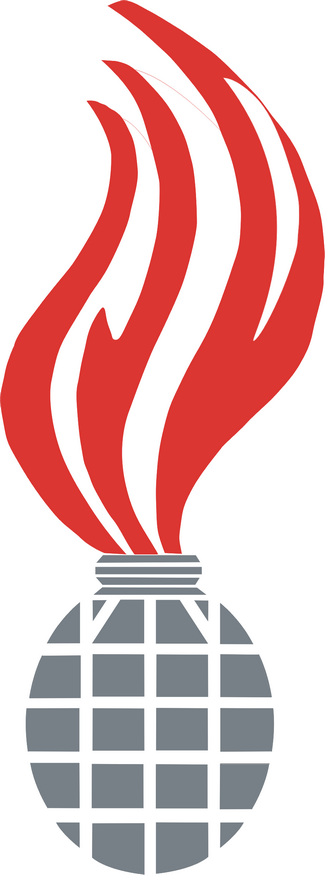
Oznaka rozpoznawcza

3 Batalion Grenadierów – pododdział piechoty  1 Brygady Grenadierów Polskich Sił Zbrojnych na Zachodzie.

## Formowanie i zmiany organizacyjne
Batalion istniał początkowo jako 3 batalion strzelców 1 Samodzielnej Brygady Strzelców, a następnie od jesieni 1943 przemianowany na skadrowany 1 batalion grenadierów. Formowanie rozpoczęto w Szkocji w lutym 1945. Zdolność bojową miał osiągnąć do 1 czerwca 1945. W walkach na froncie nie wziął udziału. Oficerowie wywodzili się z  I Korpusu Polskiego, kilku z 3 Pułku Grenadierów Śląskich 1 Dywizji Grenadierów przybyłych z internowania w Szwajcarii, a żołnierze w ok. 80% z armii niemieckiej lub organizacji Todta, do których wcześniej zostali przymusowo wcieleni.
Stacjonował pierwotnie w Fordoun, a następnie w Nairn. Nawiązywał do tradycji 3 Pułku Grenadierów Śląskich, który brał udział w walkach we Francji w 1940.

## Obsada personalna
Organizacja i obsada personalna na podstawie
dowódca batalionu – ppłk Tadeusz Żarek
- zastępca dowódcy – mjr Feliks Sitny
- adiutant batalionu - por. Leonard Ziętek
- dowódca kompanii dowodzenia – por. Andrzej Dzbeński
- dowódca kompanii broni wsparcia – kpt. Jerzy Wróblewski
- dowódca 1 kompanii – kpt. Kazimierz Kronglej
- dowódca 2 kompanii – por. Stanisław Buczkowski
- dowódca 3 kompanii – por. Stefan Lebelt
- dowódca 4 kompanii – kpt. Stefan Kazimierz Żak

## Znaki rozpoznawcze
- Patki: granatowe z pąsową (szkarłatną[3]) żyłką[1].
- Otoki: granatowe[1].
- Znaki na wozach: czarna cyfra 57 na czerwonym tle[1].